# Kabelkrant
Een kabelkrant is een multimediale krant die informatie verspreidt via het het kabelnet voor de televisie.
Een kabelkrant heeft een eigen kanaal op het kabelnet en kenmerkt zich als een diaprojectie van afwisselend (lokaal) nieuws, advertenties en reclame. Het nieuws dat wordt getoond, wordt om een bepaalde tijd weer gerouleerd. Op de achtergrond wordt vaak een radiozender gedraaid. In sommige gevallen worden er met regelmaat ook videoreportages en uitzendingen vertoond.
De kabelkranten zijn naast teletekst een elektronisch middel om het laatste nieuws op televisie te lezen. Met de opkomst van internet onder de consument lijkt de populariteit te verminderen. Het aantal kabelkrantaanbieders liep tussen 2000 en 2004 terug van 160 naar 85. 